# HD44206
HD44206 — хімічно пекулярна зоря спектрального класу A3, що має видиму зоряну величину в смузі V приблизно  7,7.
Вона  розташована на відстані близько 1152,5 світлових років від Сонця.